# Vilnis Edvīns Bresis
Vilnis Edvīns Bresis (Jelgava, 30 de enero de 1938 - 25 de octubre de 2017) fue un político letón que fue Presidente del Consejo de Ministros de la RSS de Letonia desde el 6 de octubre de 1988 hasta el 7 de mayo de 1990 cuando fue sucedido por Ivars Godmanis tras la victoria del Frente Popular de Letonia en las primeras elecciones libres desde 1931.

## Biografía
Durante el período soviético, Bresis trabajó en varios puestos administrativos en la agricultura y el Partido Comunista de la RSS de Letonia, convirtiéndose en el presidente del Consejo de Ministros (Premier) al final del período soviético. Bresis apoyó la idea de Letonia como país independiente, votando a favor de la declaración de la independencia renovada el 4 de mayo de 1990. Bajo su liderazgo, Letonia comenzó a dividir granjas colectivas y creó las primeras 8,000 granjas de propiedad privada.
Después de la primera elección relativamente libre en Letonia desde la década de 1930 en marzo de 1990 y después de la declaración de independencia, Bresis fue reemplazado como primer ministro por Ivars Godmanis, uno de los líderes del Frente Popular independentista de Letonia. Permaneció como miembro del parlamento de 1990 a 1995, fue miembro del gabinete Gailis de la Unión Política de Economistas de centro izquierda y trabajó en la banca después de eso.
Desde 2002 hasta 2010, Bresis fue miembro del parlamento, elegido de la Unión de Verdes y Granjeros. Murió el 25 de octubre de 2017 a la edad de 79 años.